# Tengri
Tengri (turco antico: 𐰚𐰇𐰚:𐱅𐰭𐰼𐰃 Kök Teŋri, lett. cielo azzurro; turco ottomano: تڭری; turco e azero: Tanrı; kirghiso: Теңир, Teñir; kazako: Täŋir; mongolo: ᠲᠩᠷᠢ Tenger; uiguro: تەڭرى, Tengri) è il dio del cielo azzurro. Divinità suprema dell'antica religione chiamata Tengrismo, presente in popolazioni come Xiongnu, Xianbei, Turche, Mongole.
Non esistono simboli ufficiali del Tengrismo, ma simboli quali l'Albero del Mondo ed i suoi quattro rami sono comuni. 
Spesso viene confusa con un culto del sole, tuttavia il sole è soltanto un simbolo della divinità.

## Cinema
Viene spesso nominato e pervade quasi tutto il film L'ultimo lupo ambientato nella steppa mongola nel 1967.
Citato spesso nel film "Mongol" di Sergej Vladimirovič Bodrov del 2007.